# Žofie Vokálková
Žofie Vokálková-Šrámková (* 1971, Brandýsek) je česká flétnistka.

## Životopis
Pražskou konzervatoř absolvovala v roce 1992 u prof. Františka Malotína. Ve studiu pokračovala ve Francii u prof. Christiana Lardé a poté se účastnila mistrovských kurzů u Jamese Galwaye ve Francii. Od roku 1990 je sólistkou a členkou Virtuosi di Praga, řadu let byla první flétnistkou Symfonického orchestru hlavního města Prahy FOK. Nyní je sólistkou orchestru Musici de Praga, souboru Barocco sempre giovane a v Duu SYRINX s harfistkou Kateřinou Englichovou se věnuje komorní tvorbě pro flétnu a harfu. Hraje též v rámci uskupení Due solisti spolu s varhanicí Dr. Kathleen Scheide (USA).

## Ocenění
- První cena z rozhlasové soutěže Concertino Praga
- Třetí cena v Mezinárodní soutěži “Pacem in terris“ v Německu
- Cena hlavního města Prahy z Mezinárodní hudební soutěže Pražské jaro
- "Special Price" na soutěži "Web concert Hall Competition" v New Yorku v roce 2000

## Nahrávky
- Šest koncertů Antonia Vivaldiho op. 10
- CD "Mosaique for golden flute" (vydavatelství HLM)
- CD Mozart in Prague
- CD Moments Poetique
- CD Jewels of Czech Music
- CD Advent Calendar
- CD Music of the Queens
- CD Jatamansi
- CD Martinů chamber works
- CD Café créme